# Powódź na Filipinach (2009)
Powódź na Filipinach – powódź, która wydarzyła się 27 września 2009 roku. Nazywana „najgorszą powodzią od 42 lat”.
W ciągu 12 godzin na Manilę spadło 40 cm deszczu. Wprowadzono w niej i 25 innych prowincjach stan klęski żywiołowej. Tony Mateo, rzecznik władz prowincji Rizal poinformował iż wezbrana woda i osunięcia ziemi spowodowały śmierć 35 osób. Uratowano ponad 4000 osób.